# こども六法
『こども六法』（こどもろっぽう）は、山崎聡一郎によって著され2019年に弘文堂から出版された書籍。それを元にした関連書籍についても扱う。
発行部数は、2022年7月時点で73万部を突破している。

## 概要

### こども六法
六法全書の内容を子どもでも容易に理解できるように翻訳した書籍。六法から商法を除外して少年法といじめ防止対策推進法が加えられている。著者はこの書籍は8月中に刊行することにこだわった。9月1日に子どもの自殺が多く発生することから。

### こども六法 第2版
「こども六法」の第2版。第2版では、初版に収録した憲法・民法・刑法・民事訴訟法・刑事訴訟法・少年法・いじめ防止対策推進法の7法に加え、新たに「こども基本法」の章を追加した。また、「刑法」「刑事訴訟法」の章は、子供に関わる2023年の法改正「性的同意年齢の引き上げ」などを反映した。。

## 関連書籍

### こども六法すごろく
2020年に幻冬舎から出版された。こども六法の副教材の位置づけで、小学生以上の子供を対象とする。クイズとイベントのマスが用意され、身近な例を用いた正誤問題が出題される。

### こども六法ネクスト
2021年に小学館から出版された。こども六法の姉妹本としての位置付けで、法律の知識をもとに誰にどうやって相談すればよいのかを解説する。

### まんが こども六法
2021年に講談社から出版された。少女漫画雑誌のなかよしにて2020年12月号から2021年6月号まで連載された内容を収録。「こども六法」に登場する法律を、子どもに身近な事例から取り上げた、まんが版。

### こども六法の使い方
2021年に弘文堂から出版された。2019年に刊行された「こども六法」の大人に向けた解説書。

### こども六法 練習帳
2022年に永岡書店から出版された。2019年に刊行された「こども六法」の発展書として、「子どもに言うことをきかせるツール」ではなく、「個人の尊厳を守るためのもの」であることを身近な事例を通して学べるように「法律的なものの考え方」をまとめている。

### こども六法ノベル
2022年にKADOKAWAから出版された。こども六法の初ノベライズとしての位置付けで、いじめや、ブラックバイト、デートDVなど、子どもにも関わりの深い様々なトラブルから自分を守る力がつく、法律エンタメ小説。